# Вухтым (река)
Вухтым — река в России, протекает в Койгородском и Прилузском районах Республики Коми. Устье реки находится в 1 км по левому берегу реки Тулом. Длина реки составляет 54 км.
Река вытекает из западной части болота Большой Егыр в 27 км к северо-востоку от посёлка Вухтым. Исток находится на водоразделе Северной Двины и Печоры, рядом находятся верховья реки Тыбъю. Генеральное направление течения — юго-запад, русло извилистое. Верхнее течение проходит по Койгородскому району, среднее и нижнее — по Прилузскому. Всё течение, за исключением устья, проходит по ненаселённому холмистому таёжному массиву. Впадает в Тулом в посёлке Вухтым километром выше впадения самого Тулома в Лузу. Ширина реки в низовьях — 12 метров, скорость течения 0,5 м/с.

## Притоки
- река Мусум (лв)
- река Сор (лв)
- река Рака (лв)

## Данные водного реестра
По данным государственного водного реестра России и геоинформационной системы водохозяйственного районирования территории РФ, подготовленной Федеральным агентством водных ресурсов:
- Бассейновый округ — Двинско-Печорский
- Речной бассейн — Северная Двина
- Речной подбассейн — Малая Северная Двина
- Водохозяйственный участок — Юг
- Код водного объекта — 03020100212103000012426